# 오즈의 마법사 (1985년 영화)
오즈의 마법사(Return To Oz)는 미국에서 제작된 월터 머치 감독의 1985년 영화이다. 페어루자 볼크 등이 주연으로 출연하였고 폴 마스랜스키 등이 제작에 참여하였다.

## 출연

### 주연
- 페어루자 볼크
- 니콜 윌리엄슨
- 진 마쉬
- 파이퍼 로리

### 조연
- 맷 클라크
- 팀 로즈
- 숀 바렛
- 마크 윌슨
- 데니즈 브라이어
- 브라이언 헨슨
- 스티븐 노링턴
- 저스틴 케이스
- 존 알렉산더
- 딥 로이

## 제작진
- 원작자: 라이먼 프랭크 바움
- 미술: 노만 레이놀즈
- 의상: 레이몬드 휴즈
- 배역: 제인 페인버그
- 배역: 마이크 펜튼
- 배역: 수지 피기스
- 배역: 마시 리로프